# Alexander Östlund
Jan Alexander Östlund (numera Mezan), född 2 november 1978, är en svensk före detta professionell fotbollsspelare.

## Biografi
Östlund är född och uppvuxen i Åkersberga utanför Stockholm. Som 14-åring kom han till AIK från moderklubben IFK Österåker och vid 16 års ålder blev han därmed AIK:s yngste spelare i allsvenskan när han debuterade mot Degerfors den 10 september 1995. 1998 vann han SM-guld med AIK genom att göra det avgörande målet i sista matchen mot Örgryte den 8 november 1998. 
Östlund fortsatte karriären i portugisiska Vitória Guimarães men återvände till Allsvenskan och IFK Norrköping sommaren 1999, där han framgångsrikt blev omskolad till högerback.
Hammarby värvade honom 2003 och tack vare sitt spel för klubben blev han uttagen i A-landslaget, där han debuterade mot Egypten i en träningsmatch i Kairo 18 november 2003. Östlund kom med i truppen till EM 2004 i Portugal, och fick spela hela kvartsfinalen mot Nederländerna då han ersatte den avstängde Erik Edman.
I januari 2005 skrev Östlund på för Feyenoord, men efter bara ett år i klubben köptes han av Southampton, som då spelade i Championship.I den engelska klubben fick han på grund av sitt utseende smeknamnet Jesus. Inför VM-slutspelet 2006 hade Östlund varit ordinarie högerback i landslaget och startat i 8 av 10 matcher under kvalspelet. Han stod för en mindre lyckad insats i en träningsmatch i Dublin mot Irland (förlust 0-3) den 1 mars 2006, där Östlund hade stora problem med Irlands vänstermittfältare Damien Duff. Östlund petades sedermera från VM-truppen, via sms, av Sveriges förbundskapten Lars Lagerbäck och blev därefter aldrig uttagen till landslaget igen. När Southampton inte gav honom förlängt kontrakt skrev han på för Esbjerg fB i augusti 2008. Östlund spelade fram tills 25 januari 2010, då han meddelande att en knäskada hindrade honom från att fortsätta spela fotboll. Kontraktet med klubben bröts därmed ett år i förtid.

## Meriter
- EM-slutspel 2004
- 22 A-landskamper för Sverige[16]
- SM-guld 1998 med AIK[16]